# Gare de Aïn El Hadjel
La gare de Aïn El Hadjel est une gare ferroviaire algérienne située sur le territoire de la commune d'Aïn El Hadjel, dans la wilaya de M'Sila.

## Situation ferroviaire
Établie à une altitude de 564 m, la gare est située au point kilométrique (PK) 228 de la ligne de Tissemsilt à M'Sila, où elle est précédée de la gare de Bouti Sayah et suivie de celle de M'Sila.
| \| M'Sila Aïn El Hadjel Bouti Sayah \| Localisation de la gare de Aïn El Hadjel dans la wilaya de M'Sila. |
| M'Sila Aïn El Hadjel Bouti Sayah                                                                          |

## Histoire
La gare est mise en service le 26 décembre 2022 lors de l'inauguration de la ligne de Tissemsilt à M'Sila.

## Service des voyageurs

### Desserte
La gare de Aïn El Hadjel est desservie par les trains régionaux de la liaison Bordj Bou Arreridj - Tissemsilt,.

### Articles Connexes
- Ligne de Tissemsilt à M'Sila
- Liste de gares en Algérie